# Generalització
Generalització és un element fonamental de la lògica i el raonament humà. És la base essencial de tota inferència deductiva vàlida. El concepte de generalització té àmplia aplicació en moltes disciplines, de vegades tenint un significat especialitzat segons el context. El text ha d'estar ben formulat perquè aquest tingui al seu torn més relació al que és la generalització.
Donats amb conceptes relacionats, A i B, el concepte A és una generalització del concepte B si i només si:
- Cada instància del concepte B és també una instància del concepte A.
- Hi ha instàncies del concepte A que no són instàncies del concepte B.

En forma equivalent, A és una generalització de B si B és una especialització d'A.
Per exemple, animal és una generalització d'au perquè tota au és un animal, i hi ha animals que no són aus (ela gossos, per exemple).
Aquest tipus de generalització versus especialització es reflecteix en qualsevol de les paraules contrastants del parell de paraules hiperònim i hipònim. Un hiperònim es refereix a un tipus o grup de coses del mateix nivell, tal com arbre ho és per ocre, o vaixell ho és per creuer. D'altra banda, un hipònim és un conjunt de paraules que són dins l'hiperònim, tal com margarida s'inclou en flor, i au i peix s'inclouen en animal. Un hiperònim és supraordinat a un hipònim, i un hipònim és subordinat a un hiperònim.